# La hora marcada (serie de televisión de 2023)
La hora marcada es una serie de televisión por internet de antología mexicana de terror producida por W Studios para TelevisaUnivision, en el 2023. La serie está basada en la serie homónima de 1986 creada por Carmen Armendáriz, siendo adaptada por Laura Wills Dávila. Se lanzó a través de Vix el 27 de octubre de 2023. Cada episodio independiente presenta una historia en la que las vidas de los personajes se ven invadidas por circunstancias inquietantes e inciertas.

## Reparto
Una lista de algunos notables actores de cine y televisión que aparecerán en cada episodio, se publicó el 13 de octubre de 2023 a través de la página web de sala de prensa de TelevisaUnivision. A lo largo de la serie, Hilda Abrahamz interpreta a la «Mujer de negro».
- Angélica Aragón
- Salvador Sánchez
- Ana Layevska
- Mariana Torres
- Ofelia Medina
- Cassandra Sánchez Navarro
- Darío Yazbek

## Episodios
| N.º | Título                | Dirigido por           | Escrito por                                   | Fecha de lanzamiento original |
| --- | --------------------- | ---------------------- | --------------------------------------------- | ----------------------------- |
| 1   | «La visita»           | Gigi Saul Guerrero     | Freddy Chávez Olmos                           | 27 de octubre de 2023         |
| 2   | «Reflejos fugaces»    | Andrés Beltrán         | Andrés Beltrán                                | 27 de octubre de 2023         |
| 3   | «Smog»                | Lex Ortega             | Josh Candia                                   | 27 de octubre de 2023         |
| 4   | «La mano»             | Michelle Garza Cervera | Michelle Garza Cervera Abia Castillo          | 27 de octubre de 2023         |
| 5   | «La bestia»           | Andrés Rothschild      | Andrés Rothschild                             | 27 de octubre de 2023         |
| 6   | «El temblor»          | Laura Casabé           | Tomás Downey                                  | 27 de octubre de 2023         |
| 7   | «El primer regalo»    | Adrián García Bogliano | Adrián García Bogliano Ramiro García Bogliano | 27 de octubre de 2023         |
| 8   | «Hermanas»            | Roque Falabella        | Roque Falabella                               | 27 de octubre de 2023         |
| 9   | «La danza del tiempo» | Issac Ezban            | Issac Ezban                                   | 27 de octubre de 2023         |

## Producción
El 16 de febrero de 2022, la serie fue anunciada como uno de los títulos de lanzamiento para la plataforma de TelevisaUnivision, Vix. El rodaje de la serie inició el 12 de octubre de 2022 en la Ciudad de México. Un avance de la serie fue mostrado el 3 de octubre de 2023.